# Anna Rozental
Anna Rozental née Heller le 14 octobre 1872 à Volkovisk et morte en 1940 des mains de la NKVD à Vilnius est une militante et dirigeante du Bund (Union générale des travailleurs juifs), active en Russie impériale puis soviétique, et ensuite en Pologne pendant l'entre deux-guerres. Elle a été élue au conseil municipal de Vilnius en 1938.

## Biographie
Anna Heller naît le 14 octobre 1872 à Volkovisk, dans une famille de riches notables. Elle reçoit une éducation soignée, dans la maison familiale. Un de ses précepteurs, Vladimir Kossovski (1867-1941) sera un des cofondateurs de l'Union générale des travailleurs juifs (Bund). Alors qu'elle a six ans, son père fait faillite, et la famille est contrainte de quitter la ville. Après la mort de son père en 1889, elle s'installe à Vilnius et fait des études pour être enseignante, puis dentiste.
Anna Heller a sa première activité militante au sein du mouvement des Amants de Sion. Par la suite, par l'intermédiaire de son professeur de mathématique, le socialiste Arkadi Kremer, elle entre en relation avec le groupe de Vilnius, et participe au Zhargonishe komitet, qui diffuse des textes politiques ou éducatifs auprès des ouvriers juifs. Elle entre au Bund à sa création en 1897. 
Elle rencontre alors son futur mari, Pavel (Pinai) Rozental. Le couple s'installe à Bialystok en 1899, où elle travaille en tant que dentiste. Ils s'impliquent dans la section du Bund, alors que la direction du parti a été arrêtée. Ils sont eux-mêmes arrêtés en 1902, et exilés en Sibérie. En 1904, ils sont à Irkoutsk, et ils participent en février à la « protestation aux Romanov », une action collective de 66 déportés contre la violation de leurs droits, après laquelle ils sont condamnés à 12 ans de bagne. Libérés à la suite de la Révolution russe de 1905, ils reviennent à Vilnius, où ils reprennent leur activité au sein du parti.
Les Rozental s'installent après le déclenchement de la Première Guerre mondiale à Saint-Pétersbourg. Anna Rozental devient secrétaire du comité central du Bund. Ils reviennent à Vilnius en 1921. Le parti se divise alors entre sa gauche et sa droite, qui intègre le Bund polonais (en), un des partis politiques importants de la Seconde République polonaise.
À la mort de Pavel, en 1924, Anna Rozental, devient présidente du Bund à Vilnius et membre du comité central du parti à Varsovie. Elle travaille à l'Organisation centrale scolaire juive et à celle des Femmes juives travailleuses pour créer des écoles, jardins d'enfants et garderies yiddish à Vilnius. 
En 1938, elle a été élue au conseil municipal de Vilnius. Le Bund, sous sa direction, forme alors le groupe le plus important du conseil. Son appartement devient une plaque tournante pour les activités du Bund, et un lieu de refuge pour les militants fuyant la zone occupée par l'Allemagne. 
Lorsqu'en juin 1940, sur le fondement du pacte Molotov-Ribbentrop, les troupes soviétiques occupent la Lituanie, Anna Rozental est arrêtée par les services secrets soviétiques. Elle meurt en prison à Vilnius,, selon certaines sources en 1940.